# بهیترکنکا مانگرو
بهیترکنکا مانگرو (اوریه: ଭୀତରକନିକା ମାଙ୍ଗ୍ରୋଭ୍، هندی: भीतरकनिका मैन्ग्रोव، انگلیسی: Bhitarkanika Mangroves) یک جنگل در هند است که در اودیسا واقع شده‌است.